# Postleitzahl (Kanada)

Postleitzahlenkarte Kanadas

Die kanadischen Postleitzahlen (englisch postal code, französisch code postal)  entsprechen dem Schema
A0A 0A0
(A = Buchstabe, 0 = Ziffer).
Der erste Buchstabe gibt die postalische Region an, wobei von Osten nach Westen gezählt wird.
Es bedeuten:
- A Neufundland
- B Nova Scotia
- C Prince Edward Island
- D – entfällt wegen Verwechslungsgefahr mit 0
- E New Brunswick
- F – entfällt wegen Verwechslungsgefahr mit E
- G Québec-Ost
- H Montréal und Laval
- I – entfällt wegen Verwechslungsgefahr mit 1
- J Québec-West
- K Ontario-Ost
- L Ontario-Mitte
- M Groß-Toronto
- N Ontario-Südwest
- O – entfällt wegen Verwechslungsgefahr mit 0
- P Ontario-Nord
- Q – entfällt wegen Verwechslungsgefahr mit 0
- R Manitoba
- S Saskatchewan
- T Alberta
- U – entfällt wegen Verwechslungsgefahr mit V
- V British Columbia
- W – nicht vergeben
- X Nordwest-Territorien, Nunavut
- Y Yukon
- Z – nicht vergeben

Die Ziffer an zweiter Stelle ist eine 0 in ländlichen Gebieten. Die Ziffern 1–9 sind für größere Städte und Ballungsräume reserviert. In der Regel ist die letzte Ziffer ebenfalls eine 0, wenn die zweite Stelle eine 0 ist; ist die Ziffer an zweiter Stelle 1 bis 9, ist die letzte Ziffer in der Regel ebenfalls 1 bis 9.
Der Buchstabe an dritter Stelle bezeichnet in ländlichen Gebieten einen Zustellkreis, in städtischen Räumen in der Regel den Bezirk eines bestimmten Zustellamtes.
Der zweite Ziffern- und Buchstabenblock bezeichnet dann in städtischen Gebieten einen bestimmten Zustellabschnitt (etwa einen Häuserblock oder größere Einzelgebäude, Großempfänger, Behörden etc.), ohne dass unmittelbare geographische Zusammenhänge abzulesen wären.
In ländlichen Gebieten sind die Postämter in der Regel alphabetisch sortiert. Das alphabetisch erste Postamt erhält dann die Kennung 1A0 bzw. in Manitoba, Saskatchewan, Alberta und den Territorien 0A0. Es geht weiter mit 1B0 (bzw. 0B0) etc. bis (theoretisch) 9Z0. Abweichungen von dieser Reihenfolge ergeben sich durch Umbenennung sowie Schließung und Neueröffnung von Postämtern.
Die Buchstaben D, F, I, O, Q und U werden an keiner Stelle der Postleitzahl benutzt.
Nicht zur Postleitzahl gehört die postalische Abkürzung für die Provinz bzw. das Territorium, welche sich zwischen dem Ortsnamen und der Postleitzahl finden kann.
Für Post an den Weihnachtsmann gibt es die besondere Postleitzahl H0H 0H0 (wegen der Ähnlichkeit zu HO HO HO) für den fiktiven Ort Nordpol.
Die korrekte Anschrift des Weihnachtsmannes lautet dann:
Santa Claus
North Pole  H0H 0H0
CANADA
bzw.
Père Noël
Pôle Nord  H0H 0H0
CANADA